# Dianthus hoeltzeri
Dianthus hoeltzeri är en nejlikväxtart som beskrevs av C. Winkler. Dianthus hoeltzeri ingår i släktet nejlikor, och familjen nejlikväxter. Inga underarter finns listade i Catalogue of Life.